# Rue Lefebvre
Pour les articles homonymes, voir Lefèvre.
La rue Lefebvre est une voie du 15e arrondissement de Paris, en France.

## Situation et accès

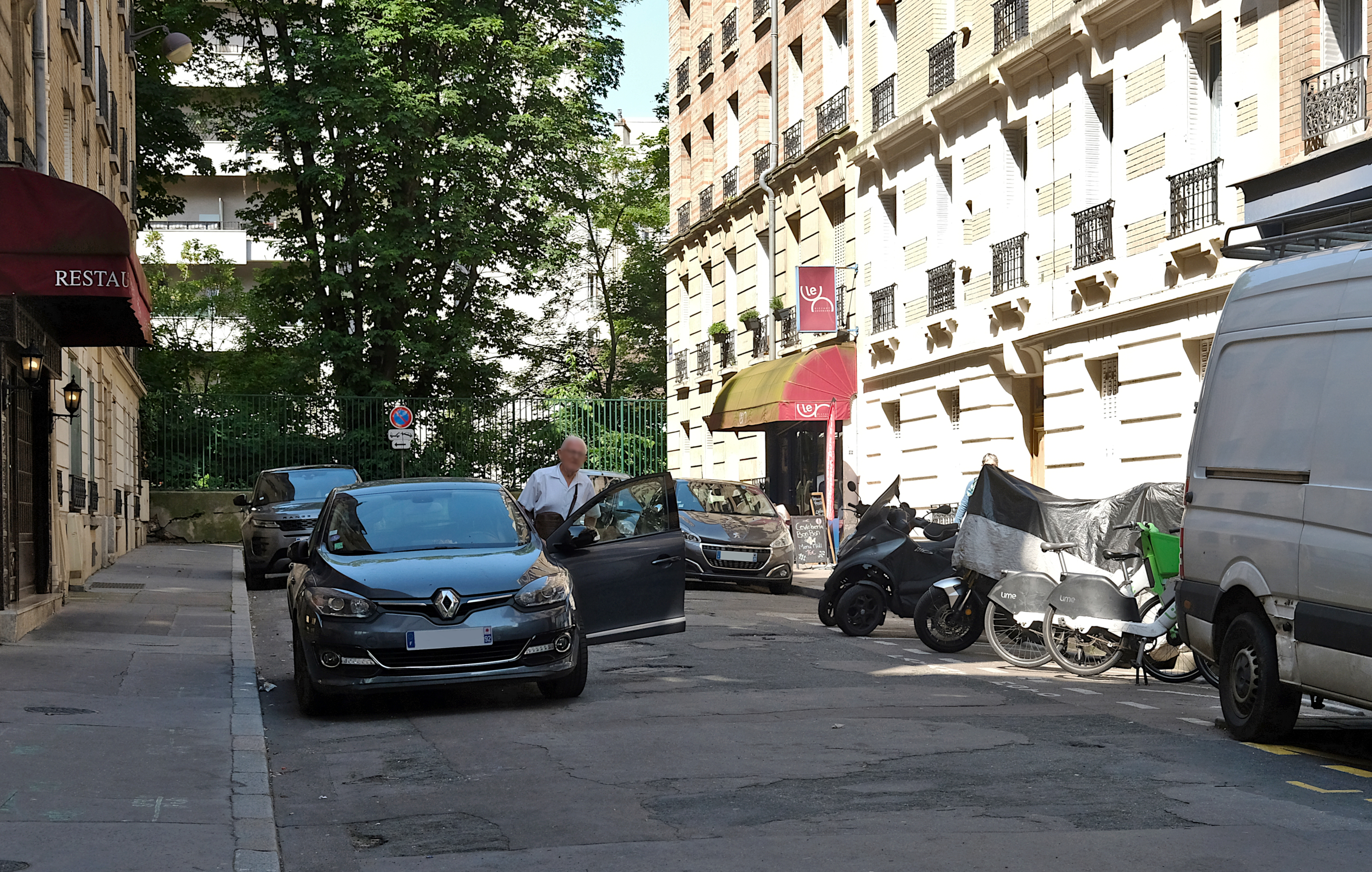
La rue Lefebvre (côté boulevard Lefebvre) en 2024.

La rue Lefebvre est une voie publique située dans le 15e arrondissement de Paris. Elle débute au 108, rue Olivier-de-Serres et se termine au 35, rue Firmin-Gillot (angle du boulevard Lefebvre). 
La rue Lefebvre est en impasse pour les véhicules ; la partie de la rue qui rejoint la rue Olivier-de-Serres est uniquement accessible aux piétons ; cette partie donne sur la promenade verte aménagée sur l'ancienne voie de Petite Ceinture et entre les parcs Georges-Brassens et André-Citroën.

## Origine du nom

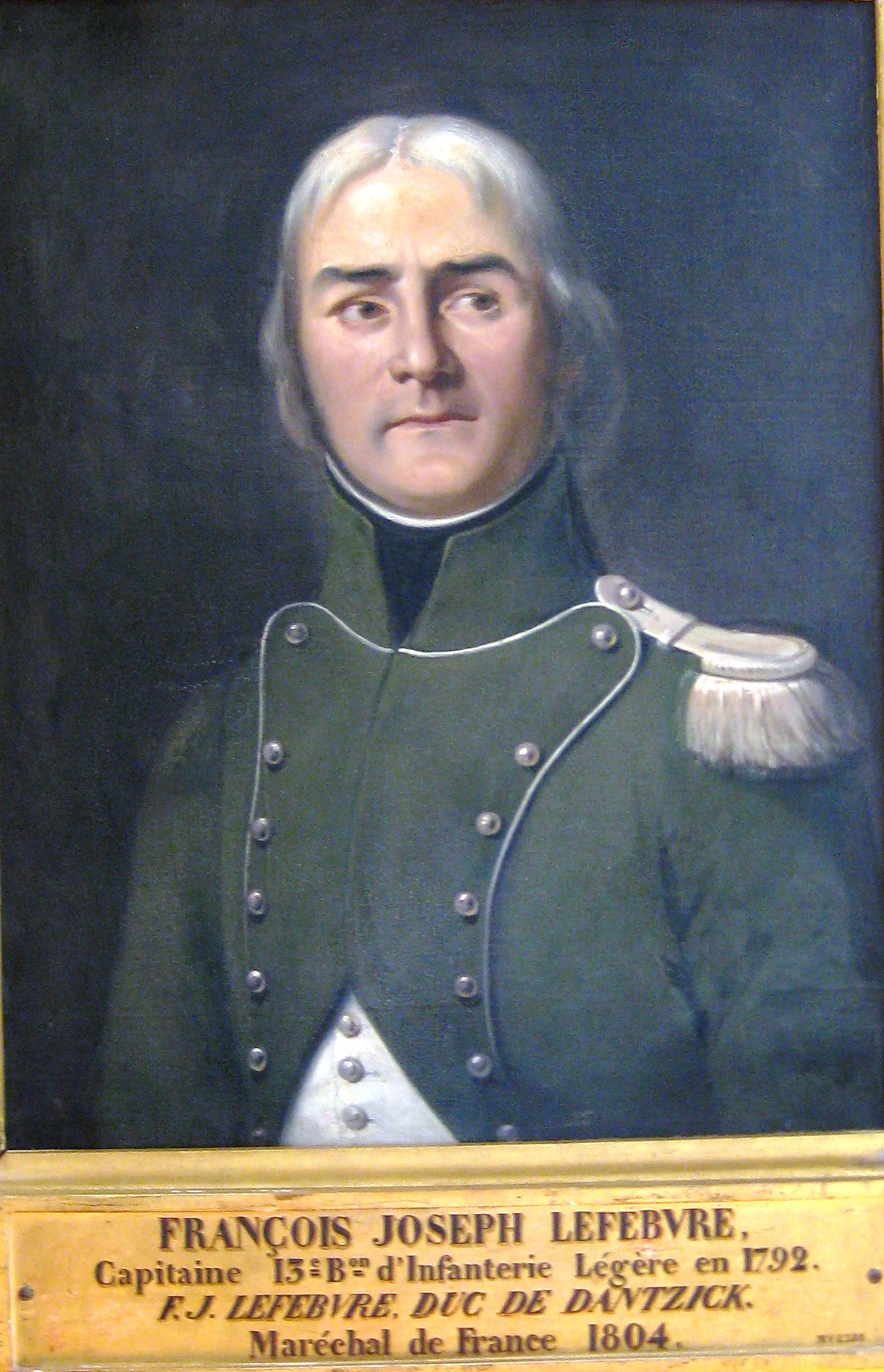
François Joseph Lefebvre (portrait dans la galerie des maréchaux au château de Versailles).

Elle doit son nom au voisinage du boulevard Lefebvre qui porte le nom du maréchal de France, François Joseph Lefebvre (1755-1820), duc de Dantzig.

## Historique

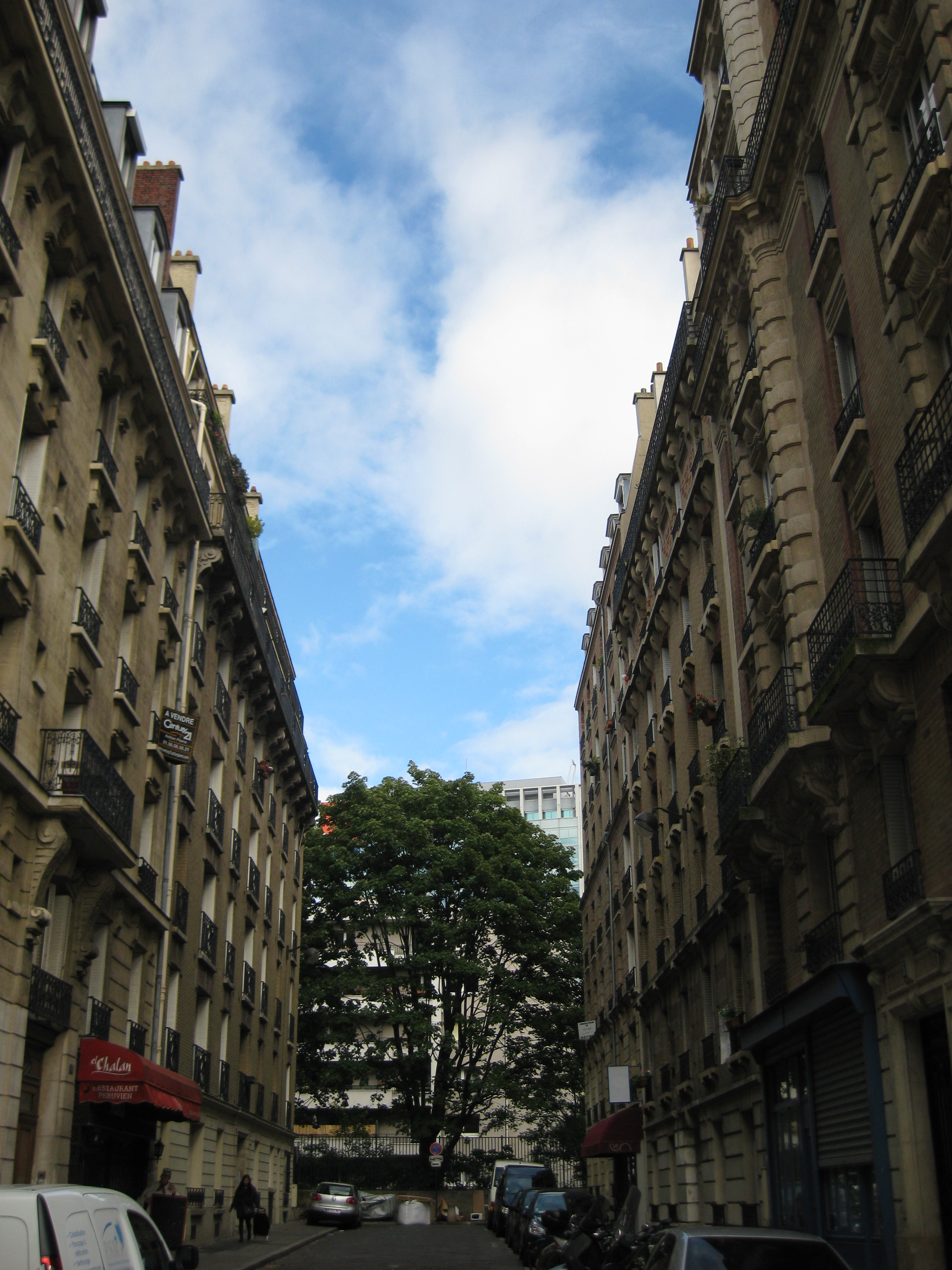

La voie est ouverte et prend sa dénomination actuelle en 1907.
La plupart des immeubles ont été construits vers 1900-1925.
Les anciens du quartier ont le souvenir que dans l'axe de la rue Lefebvre, de l'autre côté de la Petite Ceinture, il y avait une pâture sur laquelle paissait encore une vache… jusque vers 1940 ![réf. nécessaire]